# نادي طنجة فاس
التجمع الرياضي طنجة فاس Agrupacion Deportiva Tanger-Fez   بالإسبانية   هو نادٍ رياضي مغربي من مدينة القصر الكبير. تأسس هذا النادي قبل استقلال المغرب سنة 1947، الشيء المثير في الأمر أن تسمية النادي  غريبة نوعا ما لأنها تحتوي على اسم مدينتين من المغرب ، يتعلق الأمر بكل من  طنجة  و فاس  رغم أن النادي كان من مدينة القصر الكبير. تفسير سبب التسمية بسيط ، لأن مؤسسي هذا النادي كانوا من الإسبان الذين يشتغلون بقطاع السكك الحديدية آنذاك في الخط الرابط بين  مدينتي طنجة و فاس ، و الذي يمر عبر مدينة القصر الكبير. مارس النادي في السنوات الأولى بعد نشأته سنة 1947 في الأقسام الشرفية الإسبانية، و تحول سنة 1956 بعد الاستقلال للممارسة في الأقسام الشرفية المغربية.
بعد استقلال المغرب غير النادي تسميته إلى    الجمعية الرياضية طنجة فاس  . لكن العديد من الإسبان غادروا النادي بعد سنة 1956  حيث أدى ذلك إلى ضعف النادي و تحقيقه لنتائج سيئة في المباريات الرسمية. سنة 1962 ستكون آخر سنة في تاريخ هذا النادي حيث سيندمج مع بعض الفرق الأخرى من المنطقة  أبرزها  نادي الاتحاد المكناسي   لتأسيس النادي الرياضي المكناسي.

خارطة تمثل منطقة نفوذ إسبانيا شمال المغرب إبان عهد الاستعمار.
علم إقليم المغرب الإسباني إبان عهد الاستعمار.